# Leopold Löwenheim
Leopold Löwenheim   (Krefeld, 26 de juny de 1878 - Berlín, 5 de maig de 1957) va ser un matemàtic alemany.

## Vida i obra
El seu pare era un intel·lectual que havia deixat la seva plaça docent per a fer un detallat estudi de la influència de Demòcrit en Galileu, motiu pel qual es va traslladar a Itàlia amb la família. El 1881 van retornar a Alemanya, i es va instal·lar a Berlín, on el jove Löwenheim va estudiar. Els secundaris al Royal Luisengymnasium fins al 1896 i els universitaris a la universitat de Berlín i a la universitat Tècnica de Berlín fins al 1901, any en què va obtenir la llicència per ser professor de matemàtiques i física de secundària.
A partir d'aquest any va ser professor del Jahn-Realgymnasium de Berlín, fins al 1934, quan va ser inhabilitat pel règim nazi per tenir un avi jueu. Els anys següents va sobreviure donant classes particulars i a la Societat Antroposòfica de la qual era membre. El 1943 la seva casa va ser víctima dels bombardeigs aliats i es van perdre els seus escrits. En acabar la guerra, va tornar a ser professor d'institut a Berlín entre 1946 i 1949.
Löwenheim, malgrat no tenir una posició universitària, va dedicar bona part del seu temps a la recerca en el camp de la lògica matemàtica. És recordat pel teorema que porta el seu nom: el teorema de Löwenheim-Skolem que estableix que si una proposició de primer ordre és satisfactible, aleshores té un model numerable finit o infinit. La demostració es va publicar el desembre de 1915 a la revista Mathematische Annalen, amb el títol de Über Möglichkeiten im Relativkalkül i hi segueix la tradició del càlcul de predicats establerta per Peirce i Schröder. El matemàtic noruec Thoralf Skolem, va estendre aquesta demostració en els seus articles de 1920, 1923 i 1929. Aquest teorema és de suma importància perquè va obrir un nou camp de recerca a les matemàtiques: la Teoria de models.